# Zenless Zone Zero
Zenless Zone Zero (chinois : 绝区零) est un jeu vidéo d'action-RPG développé par miHoYo. Il est sorti sur Microsoft Windows, Android, iOS et PlayStation 5 le 4 juillet 2024, puis le 6 juillet 2025 sur Xbox Series. Le jeu est disponible en free-to-play et monétisé par une mécanique de gacha par lequel les joueurs peuvent obtenir de nouveaux personnages et des armes. Le jeu de base est régulièrement amélioré grâce à des correctifs utilisant le modèle de jeu vidéo en tant que service.

## Synopsis
Le jeu se déroule dans une métropole post-apocalyptique futuriste connue sous le nom de Nouvelle-Eridu. Une durée indéterminée avant les évènements du jeu, des poches d'espace distordues appelées Néantres sont apparues à travers le monde. Les humains et machines exposés trop longtemps à l'intérieur des Néantres sont transformés en monstres appelés Ethéréens, ce qui s'accompagne de l'élargissement de l'espace engouffré dans la Néantre.
De l'humanité ne reste qu'une cité appelée Nouvelle Eridu, utilisant les Néantres comme bases de la technologie et de la production énergétique.
Le joueur incarne au choix Wise ou Belle, un duo de frère/sœur habitant et tenant un magasin de location de films dans un quartier calme et populaire de Nouvelle-Eridu, mais aussi connu sur le réseau caché Inter-nœud comme le légendaire proxy Phaethon, capable de tracer les meilleurs itinéraires à travers les espaces irréguliers et chaotique des Néantres.
Leur quotidien va cependant changer quand ils reçoivent une commission des Lièvres Rusés, une agence à tout faire faisant régulièrement appel à leur services, concernant un coffre fort qu'ils ont égarés dans une Néantre après qu'une confrontation avec le gang à qui ils l'ont volée ait tournée au vinaigre.
Le contenu de ce coffre-fort, et l'enquête qui s'ensuit, mènera les protagonistes sur la piste d'un vaste complot semblant lié à la chute de l'ancienne capitale Eridu et la création de la gigantesque Néantre Zéro.

## Système de jeu
Zenless Zone Zero est un jeu d'action-RPG en vue à la troisième personne. Le joueur endosse le rôle d'un Proxy, qui guide d'autres à explorer les Néantres. Au fur et à mesure de leur progression, le Proxy recrutera de nouveaux membres pour leur groupe afin de continuer à combattre les Ethéréens et les forces hostiles humaines qu'ils pourront rencontrer. En combinant les capacités des différents membres, les joueurs peuvent déployer des dégâts et des combos plus importants sur les ennemis.

## Développement

### Annonce
En décembre 2023, une bande-annonce du jeu est présenté à l'occasion des Game Awards et dévoile une fenêtre de lancement pour 2024.
En juillet 2024, la chaîne YouTube HoYoFair poste une vidéo montrant le personnage de Belle du jeu Zenless Zone Zero dans une position qui rappelle celle de la Lofi Girl. Il s'agit d'une collaboration entre la chaîne YouTube Lofi Girl et l'équipe de développement du jeu vidéo,.